# Гаркави, Осип Владимирович
Осип Владимирович Гаркави (1885, Москва — 1958) — специалист в области генетики, физиологии и селекции молочного крупного скота, один из авторов создания уральского отродья чёрно-пёстрой породы, профессор.

## Биография
Родился в семье адвоката Владимира Осиповича Гаркави (1846—1911). Окончил московскую гимназию. Специальное образование получил в Швейцарии (окончил Цюрихский политехнический институт в 1909), затем сдал экзамены экстерном (1909) за полный курс Московского СХИ (ныне ТСХА).
Отличался глубокими знаниями в генетике и селекции, в вопросах кормления, физиологии и биохимии с.-х. животных. Оставил след в русской зоотехнической науке.
Работал в Московском комитете скотоводства экспертом выставок племенного скота, одновременно выполнял обязанности секретаря редактора журнала «Вестник животноводства». В 1918—1922 преподавал зоотехнию в Московской земледельческой школе. В 1926 был избран профессором Московского высшего зоотехнического института, где проработал до 1930. Одновременно (1923—1930) выполнял обязанности заведующего отделом животноводства Московской областной СХОС; в 1936—1939 работал в Саратовском зооветеринарном институте, несколько лет во ВНИИ мясного скотоводства (г. Оренбург). В конце жизни (около 15 лет) был заведующим отделом разведения крупного рогатого скота в ВИЖе.
Основные направления научных исследований — обоснование методики оценки быков-производителей по качеству потомства. Эти научные разработки вошли во все учебники по разведению и селекции с.-х. животных (Е. Ф. Лискуна, С. Г. Давыдова, О. А. Ивановой, Е. Я. Борисенко и др.). Ряд исследований посвящён изучению роста и развития животных, типов и уровня кормления, закономерностей лактации коров, жирномолочности, интерьера.
Им подготовлено большое число зоотехников, 30 кандидатов и докторов наук.
Урна с прахом захоронена в колумбарии Введенского кладбища.
Женой его двоюродного брата, адвоката и журналиста Онисима Борисовича Гольдовского (1865—1922), была писательница Рашель Мироновна Хин-Гольдовская.

## Основные публикации
1. Основы селекции в молочном скотоводстве;
2. Племенное дело в крестьянском хозяйстве: Сборник статей. — М., 1928;
3. О биохимических показателях лактирующих коров. — М., 1950;
4. О составе крови, оттекающей от лактирующей и нелактирующей половины вымени. — М., 1952;
5. Проблемы повышения жирномолочности скота. — М., 1946 (в соавторстве);
6. Некоторые методические вопросы составления плана племенной работы;
7. Симментализированный скот: Сборник. — М., 1951.